# Георги Мандушев
Георги Мандушев е български астроном, който работи в САЩ, в обсерваторията Лоуъл в Аризона.

## Биография
Завършва астрономия в Софийския университет „Св. Климент Охридски“ през 1987 г. Специализирал е в Япония, прави докторат в университета на Британска Колумбия в Канада. Преподавал е астрономия в университета UC Irvine в Калифорния.
През август 2007 година екип от учени, водени от Мандушев, публикува статия за откритата от тях най-голяма екзопланета, позната дотогава: TrES-4. Планетата е характерна с ниската си плътност. Възрастта ѝ се оценява на 4.7 млрд. години, а разстоянието до нея – на 440 парсека.